# Estación de Añorga
Añorga es una estación ferroviaria situada en el barrio de Añorga (San Sebastián), en la zona de Añorga-Txiki, que pertenece a la empresa pública Euskal Trenbide Sarea, dependiente del Gobierno Vasco. Da servicio a la línea del metro de San Sebastián, denominada popularmente el Topo y a la línea de cercanías San Sebastián-Bilbao, ambas del operador Euskotren Trena. La estación en esta ubicación tiene más de un siglo, aunque la infraestructura actual tiene pocos años (fue inaugurada el 10 de abril de 2012, junto con la variante ferroviaria Lasarte-Errekalde-Añorga). Se trata de una estación de andén central, que tiene en el lado este una 3ª vía de servicio donde suelen apartarse vehículos.

## Accesos
- Añorga-Txiki